# Línea 1 del Mexicable
La Línea 1 del Mexicable, también llamada línea roja, se encuentra en la parte alta de la sierra de Guadalupe, principalmente en el municipio de Ecatepec de Morelos, Estado de México.

## Historia
La línea 1, también llamada línea roja, se encuentra en la parte alta de la sierra de Guadalupe y cuenta con 7 estaciones: Santa Clara, Hank González, Fátima, Tablas del Pozo, Los Bordos, Deportivo y La Cañada. Mide 4.9 kilómetros.
A la velocidad máxima, el recorrido de traslado de terminal a terminal es de 17 minutos, y a una velocidad media el tiempo aumenta a 22 minutos.
En sus primeros ocho meses, este sistema registró cerca de 5 millones de viajes. Esto supone 21,000 viajes al día, cifra inferior a la estimación original, que calculaba entre 26,000 y 29,000 pasajeros diarios.

## Estaciones
| Nombre de la estación | Inauguración         | Municipio o Alcaldía | Tipo de estación | Conexiones                    |
| --------------------- | -------------------- | -------------------- | ---------------- | ----------------------------- |
| Santa Clara           | 4 de octubre de 2016 | Ecatepec de Morelos  | Terminal         | Otros Servicios Santa Clara   |
| Hank González         | 4 de octubre de 2016 | Ecatepec de Morelos  | Correspondencia  | Otros Servicios Hank González |
| Fátima                | 4 de octubre de 2016 | Ecatepec de Morelos  | Paso             |                               |
| Tablas del Pozo       | 4 de octubre de 2016 | Ecatepec de Morelos  | Paso             |                               |
| Los Bordos            | 4 de octubre de 2016 | Ecatepec de Morelos  | Paso             |                               |
| Deportivo             | 4 de octubre de 2016 | Ecatepec de Morelos  | Paso             |                               |
| La cañada             | 4 de octubre de 2016 | Ecatepec de Morelos  | Terminal         |                               |